# Anna Bråkenhielm
Anna Birgitta Bråkenhielm, under en tid Carrfors Bråkenhielm, född 10 juli 1966 i Kalmar församling i Kalmar län, är en svensk företagsledare inom media.
Anna Bråkenhielm växte upp på Wallby säteri utanför Vetlanda. Hon har varit VD för Strix Television där hon köpte in Expedition Robinson och senare chef för produktionsbolaget Silverback (före detta Talpa Scandinavia) som hon sålde 2008 till ITV Global Content. Fram till 2014 var hon VD för produktionsbolaget Scandinavian Studios, som arbetar med TV. Hon har också varit VD och ägare förför magasinet Passion for Business, som riktar sig till framgångsrika karriärkvinnor. Hon utsågs till "Årets smålänning" 2001 och var värd för radioprogrammet Sommar på Sveriges Radio P1 2010. Numera driver hon en anläggning för dressyr på Österlen.
Hon är dotter till godsägaren Peder Bråkenhielm och landshövdingen Anita Bråkenhielm. Hon var gift första gången 1996–1998 med Mattias Hansson (född 1969) och andra gången en tid från 2001 med reklammannen Tomas Carrfors (född 1972). Hon har två barn. 

### Fotnoter
1. ↑  Sveriges befolkning 1990, CD-ROM, Version 1.00, Riksarkivet (2011).
2. ↑  Moa Herngren. ”INTERVJU ANNA BRÅKENHIELM, GRUNDARE PFB”. Arkiverad från originalet den 7 januari 2015. https://web.archive.org/web/20150107115335/http://www.passionforbusiness.se/anna-brakenhielm/. Läst 16 april 2015.
3. ↑  Bernt Hermele (12 maj 2010). ”Därför lämnar TV-drottningen Sverige”. Arkiverad från originalet den 16 april 2015. https://web.archive.org/web/20150416235547/http://www.realtid.se/ArticlePages/201005/12/20100512113404_Realtid683/20100512113404_Realtid683.dbp.asp. Läst 16 april 2015.
4. ↑  Hanna Dunér (16 maj 2008). ”Varför säljer du efter två år, Anna Bråkenhielm?”. Dagens industri. http://www.svd.se/naringsliv/nyheter/sverige/varfor-saljer-du-efter-tva-ar-anna-brakenhielm_7093213.svd. Läst 16 april 2015.
5. ↑  Dante Thomsen (23 juni 2014). ”Efter storförlusten – Bonnier köper ut Bråkenhielm”. Dagens Media. Arkiverad från originalet den 16 april 2015. https://web.archive.org/web/20150416232615/http://www.dagensmedia.se/nyheter/tv/article3833948.ece. Läst 16 april 2015.
6. ↑  Elin Edelström (7 juni 2013). ”TCO träffar Anna Bråkenhielm”. TCO. Arkiverad från originalet den 16 april 2015. https://web.archive.org/web/20150416233425/http://www.tco.se/vara-fragor/Kultur-och-media/TCO-traffar/TCO-traffar-Anna-Brakenhielm/. Läst 16 april 2015.
7. ↑  TCO träffar Anna Bråkenhielm Arkiverad 16 april 2015 hämtat från the Wayback Machine. TCO:s webbplats 7 juni 2013. Åtkomst 10 mars 2014.
8. ↑  ”Sveriges Radio P4 Jönköping”. Arkiverad från originalet den 24 maj 2012. https://archive.is/20120524183538/http://sverigesradio.se/sida/gruppsida.aspx?programid=2267&grupp=13269&artikel=4391720. Läst 15 juni 2011.
9. ↑  ”Anna Carrfors Bråkenhielm”. Sveriges Radio. 5 juli 2010. http://sverigesradio.se/sida/avsnitt/126317?programid=2071. Läst 16 april 2015.
10. ↑  ”Från Expedition Robinson till dressyr”. Tranås tidning. 7 mars 2015. Arkiverad från originalet den 16 april 2015. https://archive.is/20150416212852/http://www.tranastidning.se/artikel/126806/fran-expedition-robinson-till-dressyr. Läst 16 april 2015.
11. ↑  Elgenstierna Gustaf, red (2002). Riddarhusets stamtavlor (Version 3.0). Stockholm: Riddarhusdirektionen. Libris 8846085